# پاینی، شهرستان گارلند، آرکانزاس
پاینی (به انگلیسی: Piney) یک منطقهٔ مسکونی در ایالات متحده آمریکا است که در شهرستان گارلند، آرکانزاس واقع شده‌است. پاینی ۱۸٫۴۵ کیلومتر مربع مساحت و ۲۳۸ نفر جمعیت دارد و ۱۲۸ متر بالاتر از سطح دریا واقع شده‌است.